# فيلي لوف
فيلي لوف (بالإنجليزية: Willie Love)‏ هو كاتب أغاني وعازف بيانو ومغني أمريكي، ولد في 4 نوفمبر 1906 في دنكان في الولايات المتحدة، وتوفي في 19 أغسطس 1953 في جاكسون في الولايات المتحدة بسبب ذات الرئة.

## وصلات خارجية
- فيلي لوف على موقع ميوزك برينز (الإنجليزية)
- فيلي لوف على موقع أول ميوزيك (الإنجليزية)
- فيلي لوف على موقع ديسكوغز (الإنجليزية)